# Люцинский уезд

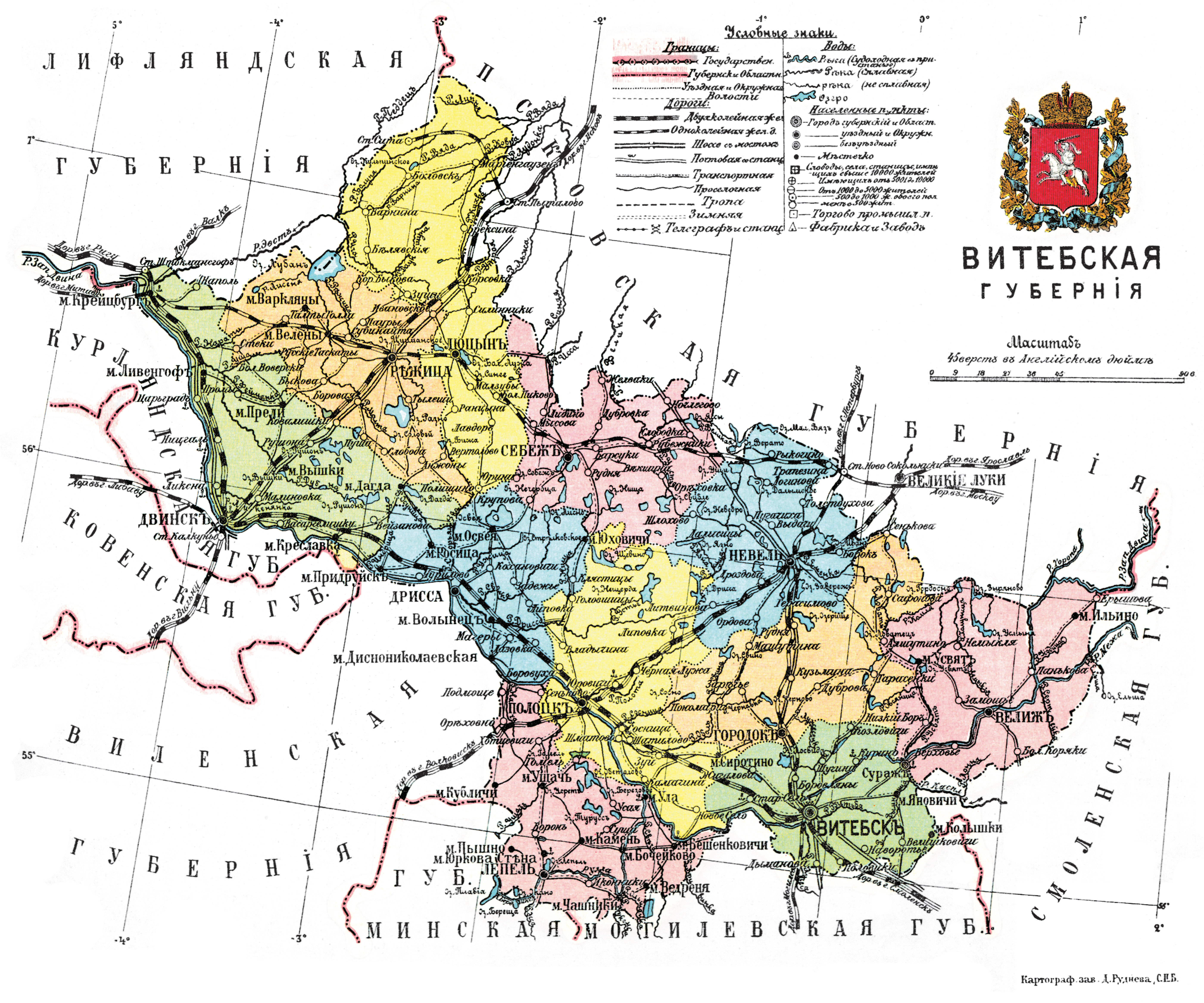
Люцинский уезд на карте Витебской губернии, 1913 год

Лю́цинский уе́зд (латыш. Ludzas apriņķis) — административная единица в составе Полоцкой губернии, Полоцкого наместничества, Белорусской и Витебской губерний, а также Латвии, существовавшая в 1777—1920 годах. Центр — город Люцин (Люцын). В 1920 году в независимой Латвийской Республике переименован в Лудзенский уезд (с 1940 года в составе Латвийской ССР), был упразднён в 1949 году.

## История
Люцинский уезд был образован в 1777 году в составе Полоцкой губернии (с 1778 года — Полоцкое наместничество) Российской империи. С 1796 года он находился в Белорусской губернии, а с 1802 года — в Витебской.
В начале 1919 года уезд переходит к Советской Латвии, а затем по Рижскому мирному договору 1920 года — к Латвийской Республике, в составе которой он стал именоваться Лудзенским. 31 декабря 1949 года, в результате реформы административно-территориального деления Латвийской ССР, территория Лудзенского уезда была разделена между Дагдским, Зилупским, Карсавским и Лудзенским районами.

## Население

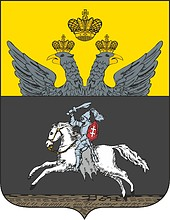
Герб уездного города Люцина с 1781 года

По данным всеобщей переписи населения Российской империи 1897 года, в уезде проживало 128,2 тыс. человек, в том числе латыши составляли 64,2 %, белорусы — 20,5 %, русские — 7,1 %, евреи — 4,9 %, поляки — 2,2 %. При этом в уездном городе Люцине было 5140 жителей. К числу наиболее крупных населённых пунктов уезда также относились сёла Корсовка (1313 жителей) и Полищина (Полищено) (599 жит.).

## Административное деление
В 1890 году в состав уезда входило 16 волостей:
| № п/п | Волость          | Волостное правление   | Число селений | Количество жителей, чел. |
| ----- | ---------------- | --------------------- | ------------- | ------------------------ |
| 1     | Балтиновская     | околоток Балтинова    | 105           | 6517                     |
| 2     | Боловская        | околоток Боловск      | 83            | 4248                     |
| 3     | Домопольская     | деревня Белявская     | 73            | 6792                     |
| 4     | Зальмуйжская     | деревня Роговка       | 77            | 5051                     |
| 5     | Звирздинская     | усадьба Погулянки     | 51            | 3106                     |
| 6     | Истрская         | село Старая Слобода   | 76            | 5028                     |
| 7     | Корсовская       | околоток Корсовка     | 84            | 4238                     |
| 8     | Ляндскоронская   | деревня Полищина      | 54            | 7247                     |
| 9     | Мариенгаузенская | околоток Мариенгаузен | 106           | 7099                     |
| 10    | Михайловская     | деревня Мярзинка      | 141           | 11611                    |
| 11    | Нерзинская       | село Нерза            | 66            | 5813                     |
| 12    | Посиньская       | село Посинь           | 77            | 7638                     |
| 13    | Пылденская       | деревня Веженки       | 90            | 6428                     |
| 14    | Рунданская       | село Рунданы          | 36            | 2613                     |
| 15    | Эверсмуйжская    | усадьба Эверсмуйжа    | 81            | 5210                     |
| 16    | Яновольская      | село Бриги            | 38            | 3311                     |

По состоянию на 1913 год число волостей в Люцинском уезде не изменилось — их было 16.